# Palacete Martí Dehesa
El palacete Martí Dehesa es un palacete modernista ubicado en el barrio de Los Hoteles, junto a la plaza de 25 de julio, en Santa Cruz de Tenerife (Canarias, España).
Está considerado como el mejor edificio construido por el arquitecto vallisoletano Mariano Estanga y el más destacado exponente del modernismo canario. Se proyectó como vivienda unifamiliar en 1912. Con el paso del tiempo, se convirtió en sede de la presidencia del Gobierno de Canarias y, en la actualidad, acoge una clínica de estética facial.